# Kościół św. Jana Chrzciciela w Żabowie
Kościół św. Jana Chrzciciela w Żabowie – katolicki kościół parafialny zlokalizowany we wsi Żabów w gminie Pyrzyce, w powiecie pyrzyckim (województwo zachodniopomorskie).

## Historia i architektura
Wzniesiony w 1569 roku kościół utrzymany jest w późnogotyckim stylu. Murowany z kamienia, rozplanowany został na rzucie prostokąta. W 1899 roku kościół przeszedł gruntowną przebudowę, podczas której nawę poszerzono o jedno przęsło w kierunku wschodnim, a od północy dobudowano zakrystię. Nowy szczyt wschodni, wykonany z cegły, ozdobiono blendami i sterczynami, wymurowano też w nim dwudzielne, ostrołukowe okno w trójuskokowym obramieniu (obecnie zamurowane). Od strony zachodniej dostawiono też wówczas ceglaną wieżę, z dzwonem ufundowanym przez ówczesną właścicielkę majątku Żabów Zofię Tummeley.
W ścianach bocznych kościoła znajdują się cztery okna, wszystkie podczas XIX-wiecznej przebudowy przemurowane ostrołukowo z cegły. W przyziemiu wieży znajduje się uskokowy portal wejściowy. W trzech piętrach wieży znajdują się niewielkie okna, a jej szczyt zdobiony jest blendami. Wieża i nawa kryte są dwuspadowym dachem.
Wnętrze kościoła nakrywa drewniany, belkowany strop. Oryginalny barokowy ołtarz ambonowy z 1720 roku został przeniesiony na ścianę boczną. Na ścianie wschodniej umieszczony jest XVIII-wieczny obraz ze sceną Chrztu Jezusa w Jordanie. Zachował się ponadto XVIII-wieczny świecznik oraz kamienna płyta herbowa na ścianie północnej ówczesnego właściciela Żabowa z napisem Bartram Plotze 1569. Z XIX wieku pochodzą ławki i empora chórowa wsparta na dwóch filarach. Znajdujące się dawniej w kościele XVII-wieczne stalle kolatorskie przeniesione zostały w 1989 roku do katedry św. Jakuba w Szczecinie.
Po II wojnie światowej kościół został poświęcony jako świątynia katolicka w dniu 20 września 1945 roku.